# 煎じ薬

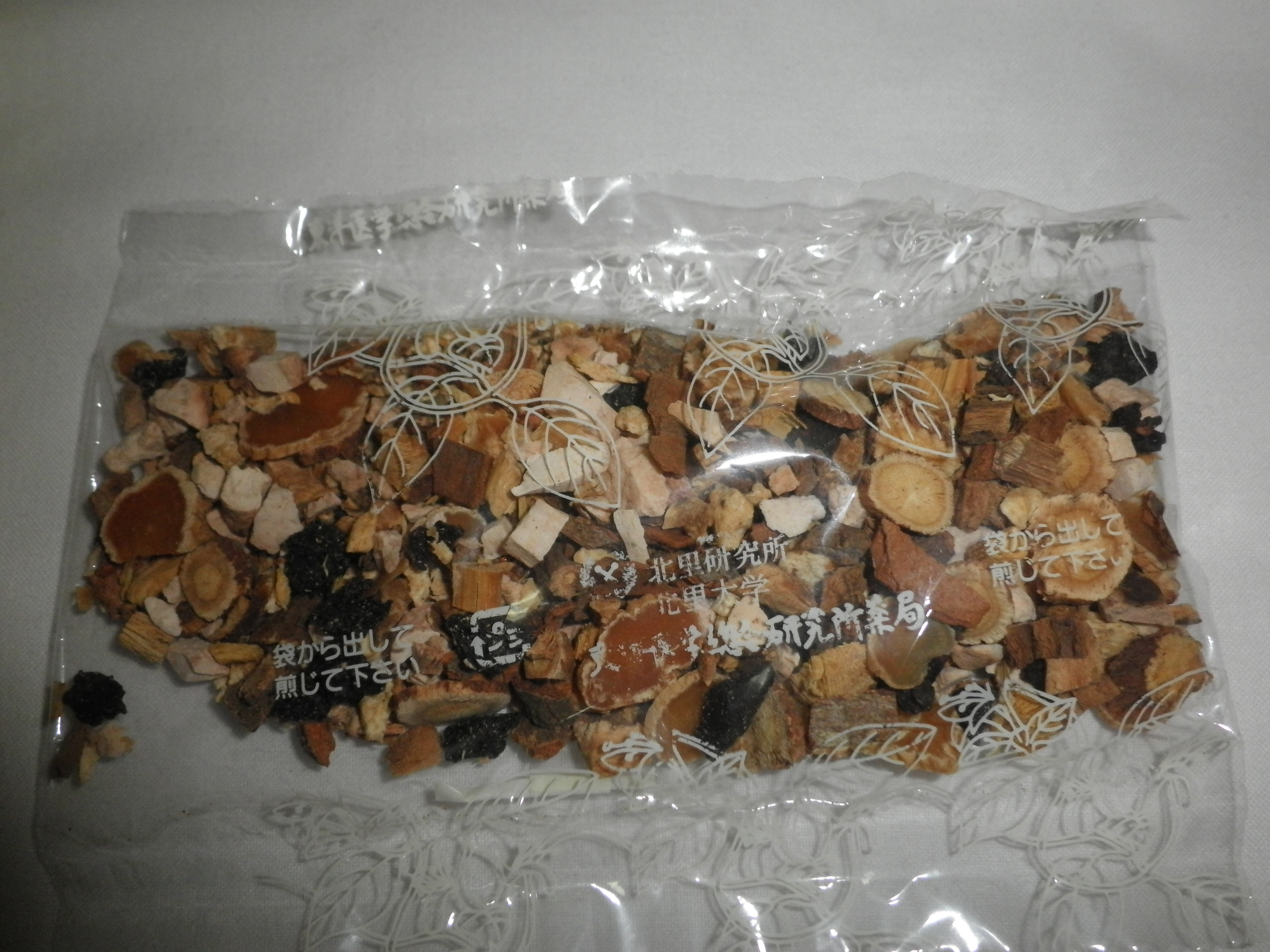
十全大補湯の煎じ薬（生薬）

煎じ薬（せんじぐすり）は、生薬を水で数十分煮出して作る、液状の飲み薬のことである。薬液を作るための生薬も「煎じ薬」と呼ぶことがある。漢方薬の世界では特に湯液（とうえき）とも呼ばれている。

## 概説
漢方薬術のことを別名「湯液」というほどで、漢方薬の八割程度は、煎じ薬の形をしている。葛根湯や桂枝湯など、「湯」とつく薬や、「飲」や「煎」とつく薬は煎じ薬である。漢方薬にはほかに、「丸」のつく丸薬、「散」がつく粉薬、「膏」がつく塗り薬、「雪」といって、口に含ませると自然に溶けて吸収されるものなどがある。「散」が付き、本来は生薬を粉にして服用する薬も、煎じて使用する例も多い。
近年は錠剤または顆粒状のエキス剤が用いられることが多くなったが、あえて煎じ薬を用いる漢方専門医も多い。これは、漢方薬においては、経口で摂取した薬効成分だけではなく、煎じているときの、強烈なにおいや、苦みや渋みが複雑に混ざった味も、効き目の一つとされていること、より適切な効果を狙って、患者の体質や状況に応じて生薬の配合を変更したり別の生薬等を加えるなどのことが行われるが、エキス剤ではそれが不可能なことによる。

## 薬の煎じ方
『傷寒論』や『金匱要略』など、古典に記載されている薬の煎じ方は複雑で、水の中へ投入する薬味の順序が決められているものや、いったんいくつかの薬味を散じた後、かすを抜いてまたのこりの薬を煎じる「抔」というのがいくつもある。しかし現在はだいたい次のようにすればよいとされている。
まず土瓶を用意する。ない場合、家庭に普及しているアルマイトやステンレス、ほうろうなどのやかんでもよいが、銅や鉄製のものは生薬成分が変質するおそれがあるため使用してはならない。その中に水を三合と薬を入れ、やや強めの火で沸騰させ、その後は弱火にして、薬液が半分（一合五勺）になるまで煮る。できあがったら、すぐにかすを濾して別の入れ物に保管し、ぬるま湯程度の暖かさのものを食間に飲むようにする。